# 앵귤러 (애플리케이션 플랫폼)
앵귤러(Angular, Angular 2+ 또는 Angular v2 이상)는 구글의 앵귤러 팀과 개인 및 기업 공동체에 의해 주도되는 타입스크립트 기반 오픈 소스 프론트엔드 웹 애플리케이션 프레임워크이다. 앵귤러는 AngularJS를 개발한 동일 팀으로부터 완전히 다시 작성한 것이다.

## Angular와 AngularJS 간의 구조적 차이

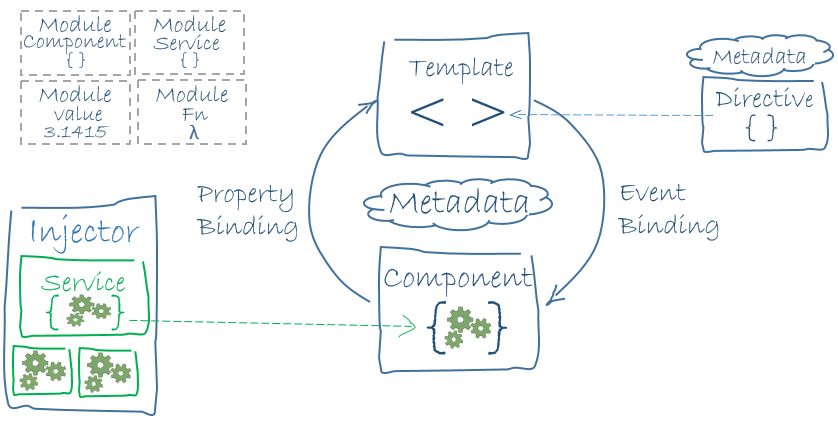
앵귤러 애플리케이션의 구조. 주요 빌딩 블록은 모듈, 컴포넌트, 탬플릿, 메타데이터, 데이터 바인딩, 디렉티브, 서비스, 의존성 인젝션이다.

앵귤러는 AngularJS의 재작성된 버전이다.
- 앵귤러는 스코프(scope), 컨트롤러의 개념이 없으며 그 대신 구조적인 주요 특징으로서 컴포넌트 계층을 사용한다.[6]
- 앵귤러는 각기 다른 식의 문법이 있으며 프로퍼티 바인딩에는 "[ ]"에 집중하고, 이벤트 바인딩에는 "( )"에 집중하는 식이다[7]
- 모듈성(Modularity): 여러 핵심 기능이 모듈들로 이동되었다
- 앵귤러는 마이크로소프트의 타입스크립트 언어의 사용을 권고하며 다음의 기능을 도입한다:
  - 클래스 기반 객체 지향 프로그래밍
  - 정적 타이핑
  - 제네릭
- 타입스크립트는 ECMA스크립트(ES6)의 확대 집합이며 ECMA스크립트(예: 자바스크립트)와 하위 호환된다. 앵귤러는 또한 ES6를 포함한다:
  - 람다
  - 반복자
  - For/Of 루프
  - 파이썬 스타일 생성자
  - 반영
- 동적 적재
- 비동기 탬플릿 컴파일
- RxJS에 의해 반복 콜백(iterative callback) 제공. RxJS는 상태 표시 및 디버깅을 제한하지만 ngReact, ngrx 등의 반응적인 애드온으로 해결이 가능하다.
- 지원
- 앵귤러 애플리케이션을 서버에서 구동하는 기술인 Angular Universal 지원
- 웹, 모바일, 데스크톱에 걸쳐 동작하는 자체의 현대 UI 컴포넌트인 Angular Material를 포함하고 있다

## 역사
원래, 팀 차원에서 AngularJS의 재작성된 것은 "Angular 2"로 불렸으나 이는 개발자들 간에 혼동을 불러일으켰다. 이를 분명히 하기 위해 팀은 1.X 버전을 가리킬 때에는 AngularJS의 각 프레임워크로, 버전 2 이상을 의미할 때에는 "JS"가 빠진 "Angular"로 부르는 것이 좋겠다고 발표하였다.

## 같이 보기
- Vue.js
- 자바스크립트 프레임워크 비교
- 웹 프레임워크